# Ojstrica
Ojstrica is een plaats in Slovenië en maakt deel uit van de gemeente Dravograd in de NUTS-3-regio Koroška. De plaats telde 101 inwoners op 1 januari 2020.